# La Lande-de-Goult
La Lande-de-Goult ist eine französische Gemeinde mit 186 Einwohnern (Stand: 1. Januar 2022) im Département Orne in der Region Normandie. Sie gehört zum Arrondissement Alençon und zum Kanton Magny-le-Désert (bis 2015: Kanton Carrouges). Die Einwohner werden Landons genannt.

## Geographie
La Lande-de-Goult liegt etwa 22 Kilometer nordnordwestlich von Alençon im Regionalen Naturpark Normandie-Maine. Die Gemeinde wird umgeben von den Nachbargemeinden Francheville im Norden, La Bellière im Nordosten, Le Cercueil im Osten, Tanville im Südosten, L’Orée-d’Écouves im Süden, Rouperroux im Süden und Südwesten, Chahains im Südwesten, Saint-Sauveur-de-Carrouges im Westen sowie Boucé im Nordwesten.

## Bevölkerungsentwicklung
| Jahr                      | 1962 | 1968 | 1975 | 1982 | 1990 | 1999 | 2006 | 2013 | 2020 |
| ------------------------- | ---- | ---- | ---- | ---- | ---- | ---- | ---- | ---- | ---- |
| Einwohner                 | 186  | 155  | 121  | 120  | 101  | 98   | 130  | 184  | 191  |
| Quelle: Cassini und INSEE |      |      |      |      |      |      |      |      |      |

## Sehenswürdigkeiten
- Reste des römischen Lagers von Goult, Monument historique seit 1963
- Kirche Notre-Dame-de-la-Nativité in La Lande-de-Goult.
- Kirche Saint-Michel in Goult.
- Kapelle Saint-Pierre mit der früheren Priorei von Goult aus dem 12. Jahrhundert

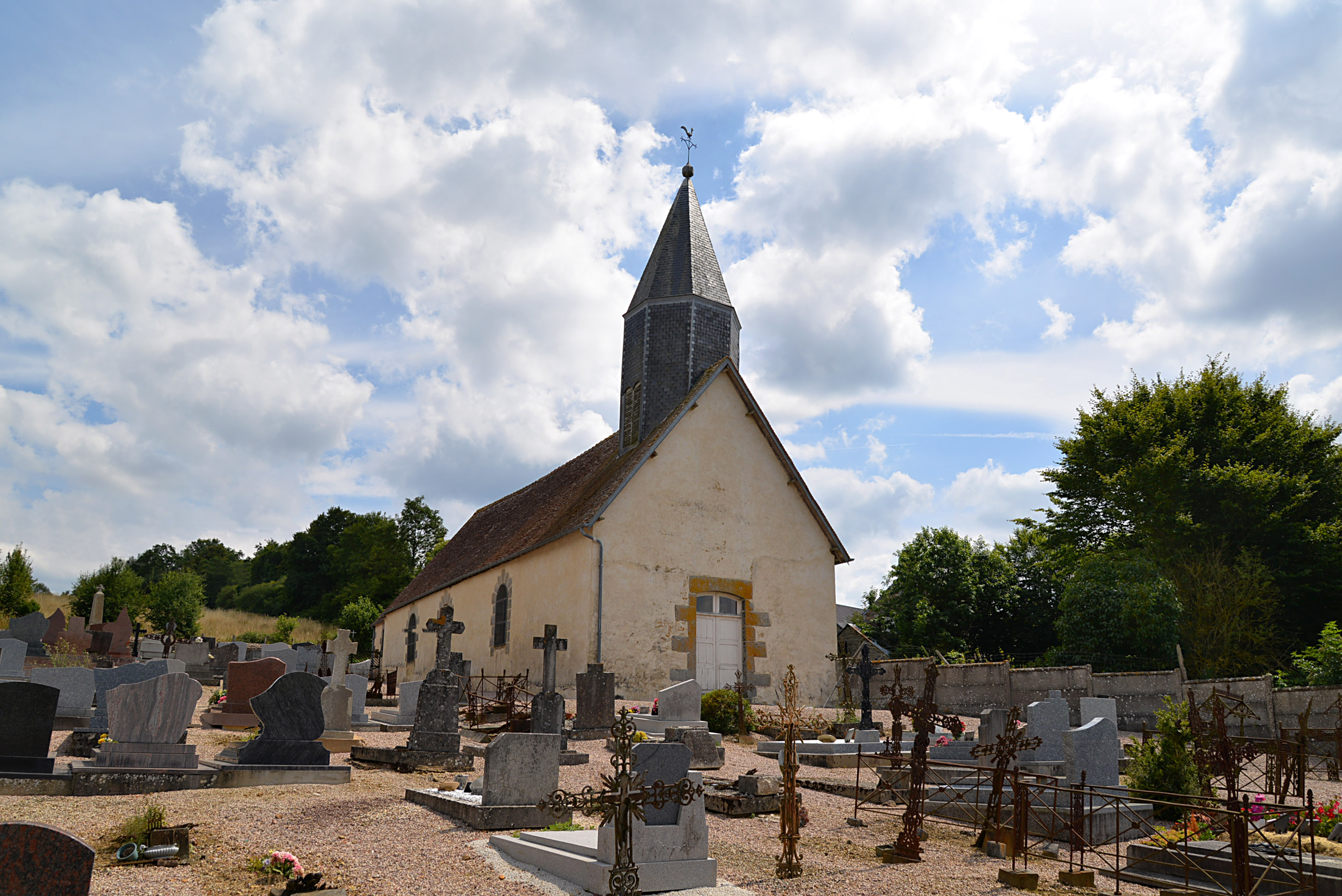
Kirche Notre-Dame-de-la-Nativité
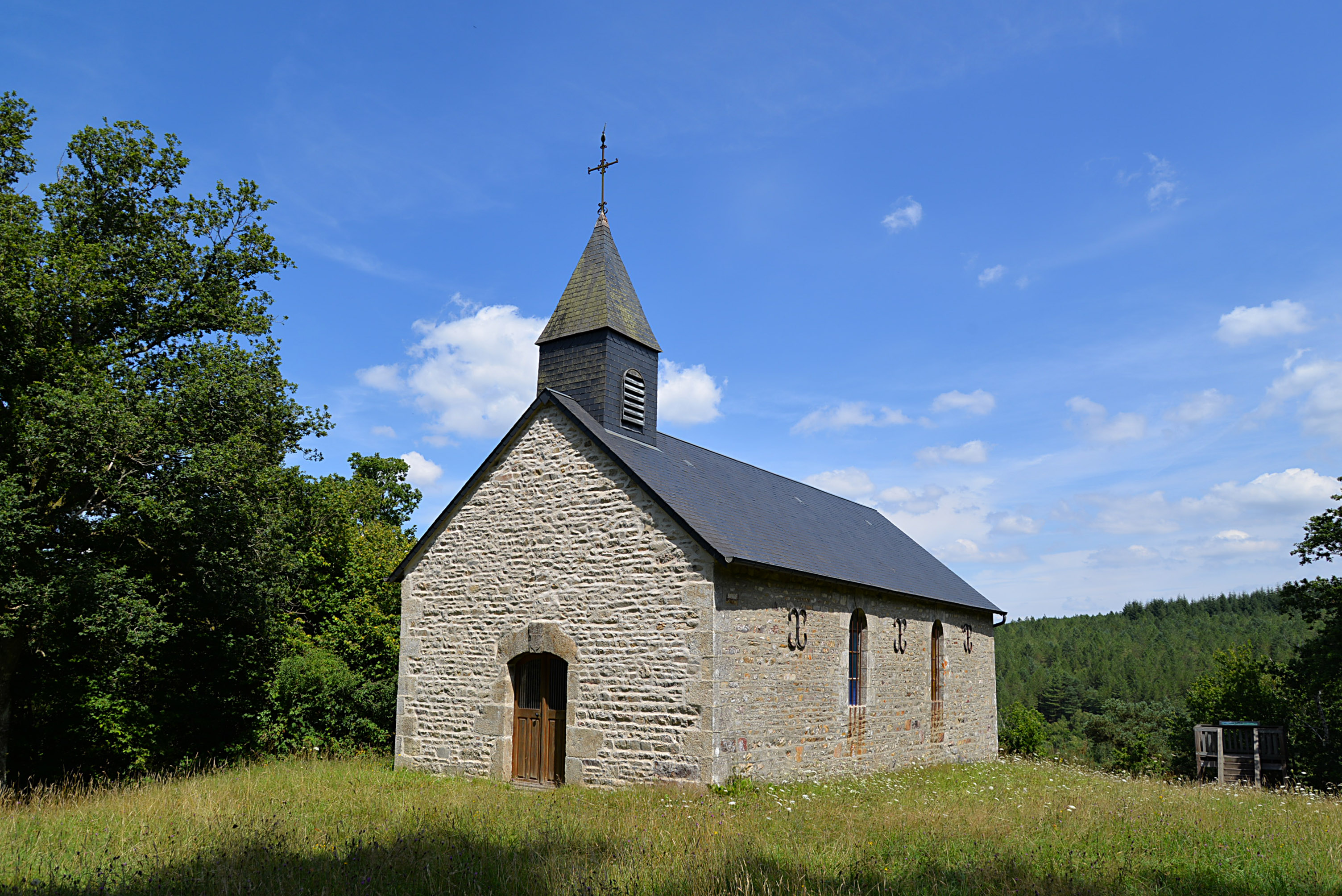
Kirche Saint-Michel
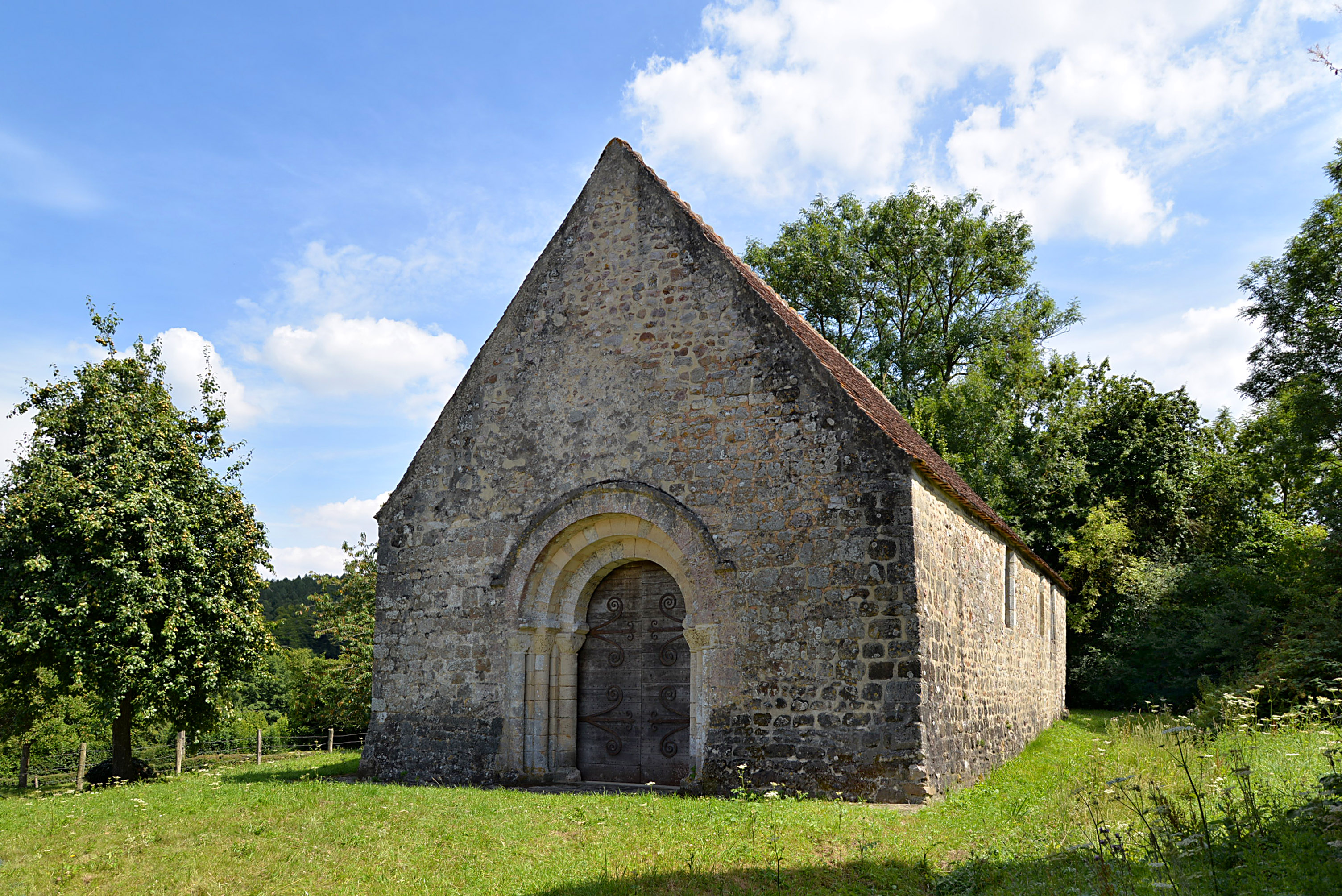
Kapelle Saint-Pierre der Priorei Goult